# Mpho
Mpho [ˈmpo] (* in Südafrika; vollständiger Name Mpho Skeef) ist eine britische Sängerin und Songwriterin.

## Biografie
Mpho ist eine Tochter des südafrikanischen Musikers Sipho „Hotstix“ Mabuse. Sie wuchs in Südlondon auf und begann ihre Musikkarriere als Backgroundsängerin, zum Beispiel für Ms. Dynamite oder Natasha Bedingfield, und ist auf dem Album Sound Mirrors von Coldcut zu hören. Sie ist außerdem die Stimme auf dem Charthit Booty La La des DJ-Projekts Bugz in the Attic.
2009 kam ihre erste eigene Veröffentlichung heraus, die Single Box N Locks, die zu einem kleineren Charthit in England wurde. Im selben Jahr beteiligte sie sich auch an dem Wohltätigkeitsprojekt Young Soul Rebels.

## Diskografie
Singles
- Box N Locks (2009)
- See Me Now (featuring Wale, 2009)

Andere
- I Got Soul (2009) als Mitglied der Young Soul Rebels